# Kostel Jména Panny Marie (Sepekov)
Poutní kostel Jména Panny Marie je římskokatolický farní kostel v jihočeské obci Sepekov. Barokní kostel postavený v letech 1730–1733 spadá pod správu římskokatolické farnosti v Sepekově, píseckého vikariátu českobudějovické diecéze.

## Historie

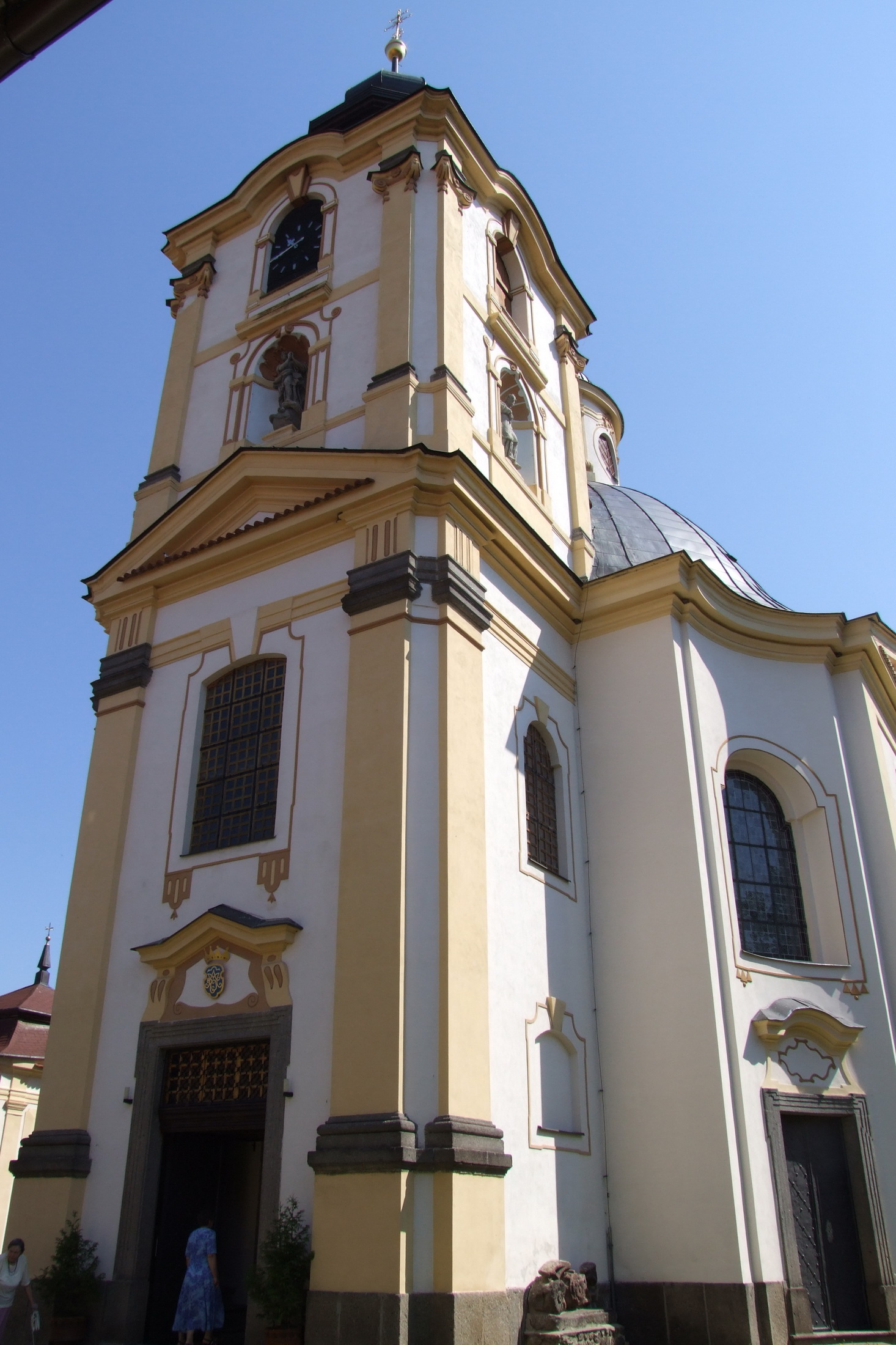
Věž a vstupní část kostela

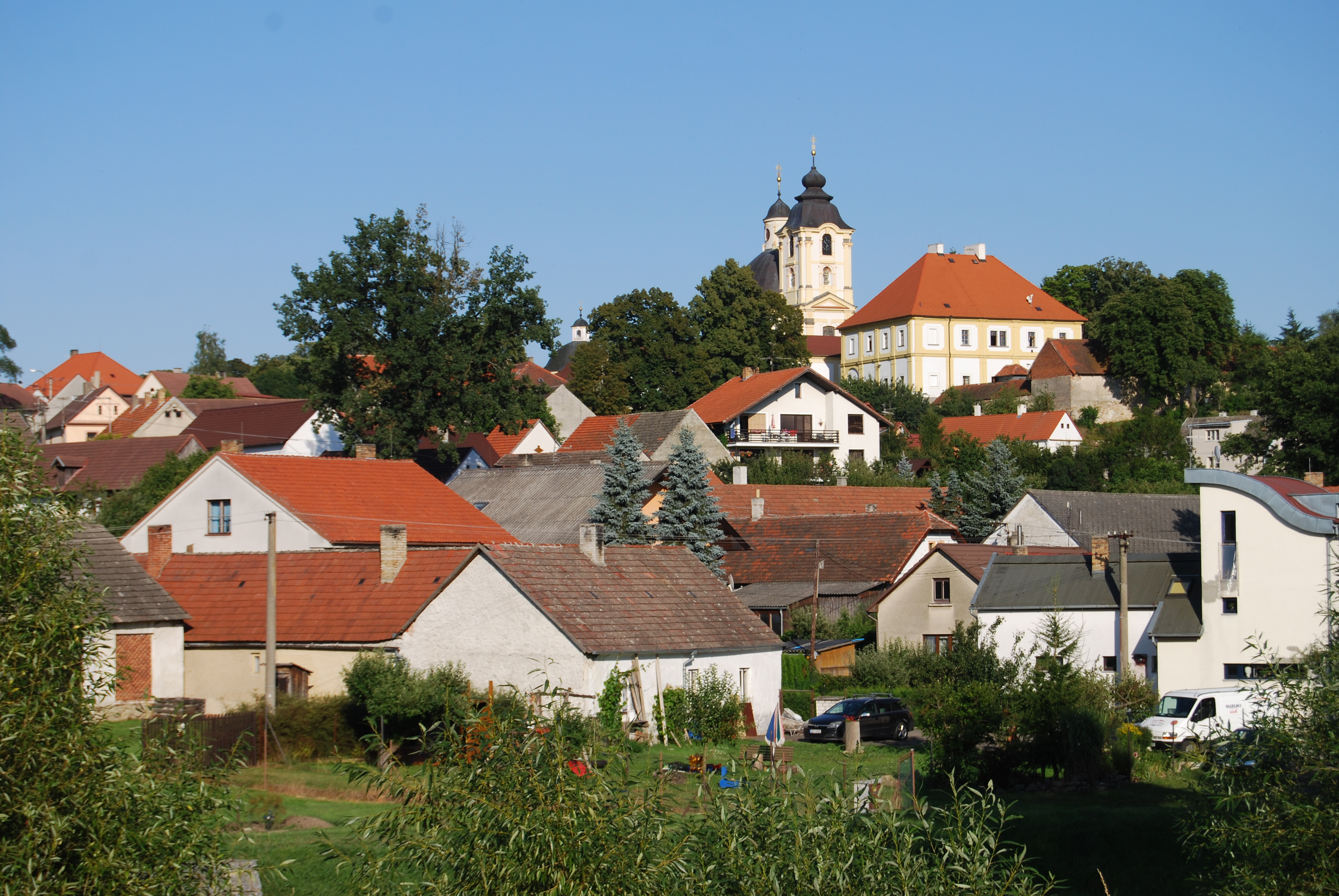
Panorama obce s kostelem a farou

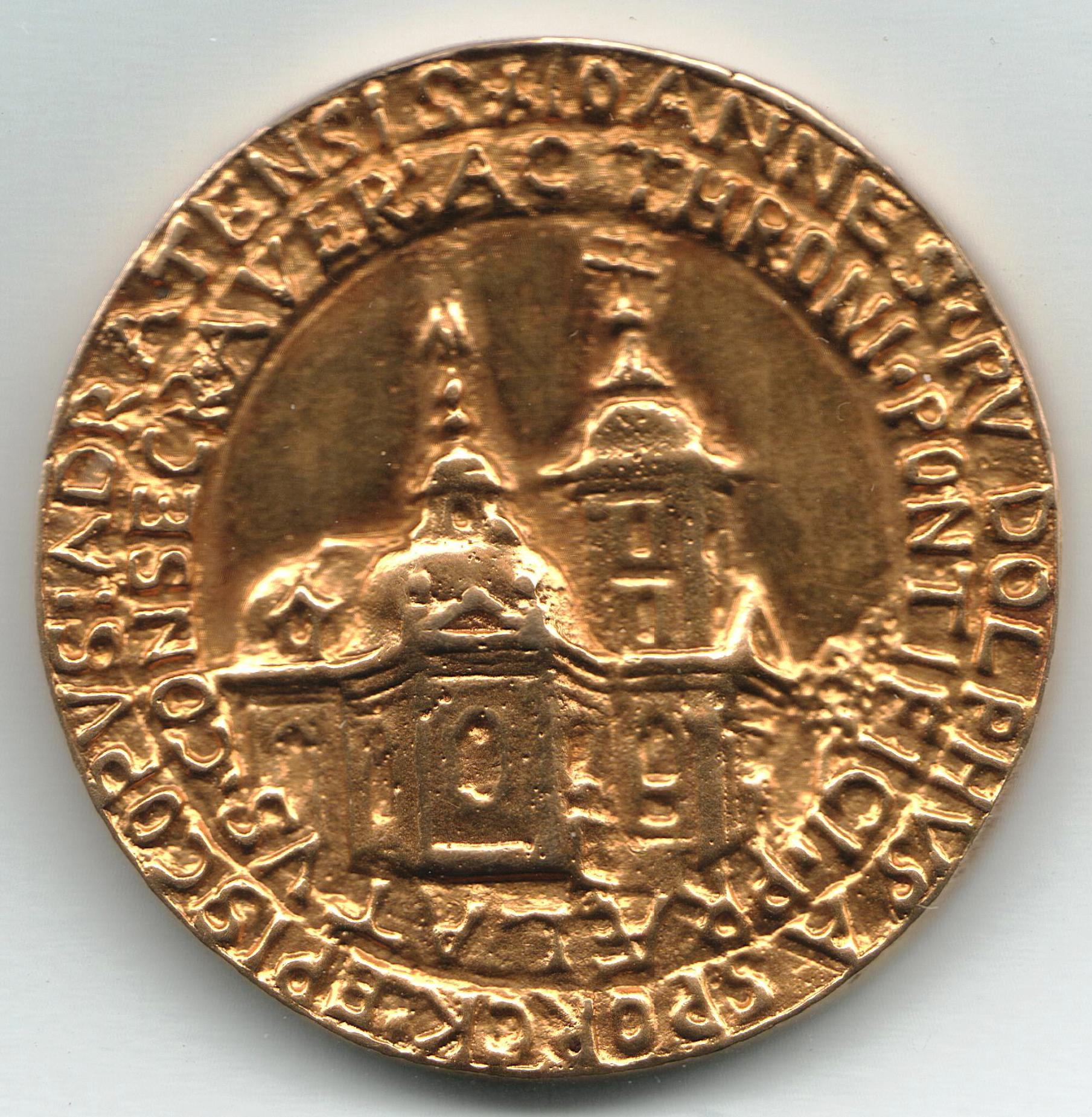
Medaile k posvěcení kostela

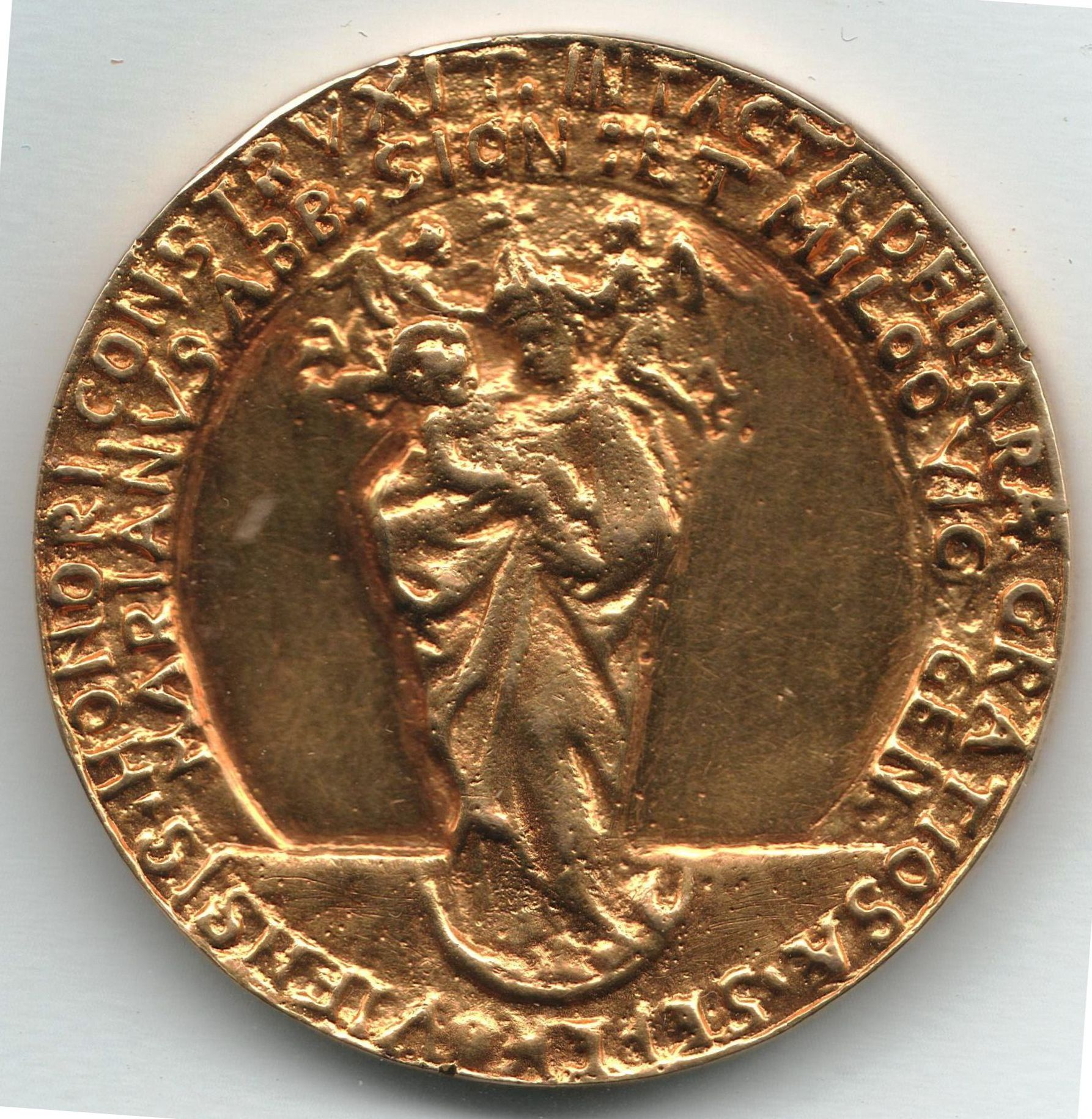
Revers s milostnou sochou

### Původní farní kostel sv. Mikuláše
Původní gotický farní kostel svatého Mikuláše v Sepekově byl postaven okolo roku 1321 z iniciativy pražského biskupa Jana IV. z Dražic. Do roku 1384 patřil k bechyňskému děkanství.
V 16. století a 17. století byli katoličtí kněží nahrazeni evangelickými. Místní katoličtí věřící konali pobožnosti v kapličce Panny Marie, která se nacházela nedaleko kostela. Podle pověstí prý tuto kapli založil sám opat Jarloch. Po bitvě na Bílé Hoře se kostel svatého Mikuláše stal opět katolickým.
V roce 1733, kdy byl kostel Panny Marie postaven, měl Sepekov dva kostely. Při regulaci far v rámci reforem císaře Josefa II. byl kostel svatého Mikuláše uzavřen jako nadbytečný. Zvony a vnitřní zařízení kostela byly darovány. Starý obraz svatého Mikuláše byl opraven a přenesen do nového kostela. V roce 1788 byl kostel s věží i přilehlým hřbitovem prodán ve veřejné dražbě. Pro sepekovskou obec jej zakoupili rychtář a čtyři místní obyvatelé. V roce 1789 byl kostel přestavěn na obytný dům se sedmi byty, kostelní věž byla zbourána, zůstaly pouze obvodové zdi. Veliký požár 16. prosince 1912, kdy vyhořelo 40 domů, přestály pouze kostelní zdi. Probíhala jednání s památkovým ústavem, avšak dříve než byla jednání dokončena, došlo ke zřícení klenby. Na místě pak byly postaveny nové domy. Gotické kružby byly odvezeny do Milevska, kde měly být uloženy v sále Hospodářské záložny a později vystaveny v muzeu. Ale během první světové války byly tyto prostory využívány pro vojenské účely a kružby byly vyneseny na dvůr. Některé byly použity při opravě místní kanalizace a jen část jich byla později umístěna u novějšího chrámu.

## Současný kostel Jména Panny Marie
Poutní barokní kostel Jména Panny Marie z let 1730–1733 s deskovým obrazem Panny Marie Sepekovské stojí na místě kaple, kterou měl údajně založit opat Jarloch, bezpečně doložená je od 14. století. V kapli se nacházela socha Panny Marie a obraz Bohorodičky, ke které putovaly zástupy věřících. Kaplička brzy kapacitně nepostačovala. V 16. století byla kaple rozšířena na kostelík. Za pánů z Hodějova kaple pustla. V roce 1654 byla kaple opravena a roku 1658 vysvěcena. Znovu sem byl přenesen obraz Bohorodičky. Ale prostory pro velké množství poutníků stále nebyly vyhovující. To vedlo strahovského opata Mariana Hermanna k rozhodnutí kapli zbořit a na jejím místě
postavit poutní kostel. Jedním z iniciátorů stavby byl administrátor ekonomie v Milevsku, strahovský premonstrát Klement Šťastný. Základní kámen byl položen v roce
1730 pod kaplí svatého Linharta. 26. září 1733 byl do nově postaveného chrámu přenesen milostný obraz z farního kostela sv. Mikuláše, kde byl po dobu výstavby uložen. Den nato nový kostel Jména Panny Marie vysvětil pražský pomocný biskup Jan Rudolf Sporck. 
Barokní varhany byly vyrobeny v dílně Bedřicha Semráda ml.
V letech 1737–1738 byla vystavěna zdejší rezidence (fara). V roce 1760 se začalo na popud Gabriela Václava Kaspara se stavbou ambitů s nárožními kaplemi. O dokončení ambitů se v roce 1767 zasloužil opat František Michael Daller. Sláva poutního místa se odráží v písemných pramenech z let 1746-1782. Roku 1746 byla v Praze vytištěna anonymní Diva Sepekoviensis sive de origine, antiquitate, gratiis ac beneficiis … gratiarum caelestium munificentissimae Dispensatricis Mariae, a popisuje milosti, které byly věřícím poutníkům do Sepekova uděleny na přímluvu Panny Marie. Poslední pramen končí rokem 1782, smrtí tehdejšího duchovního správce Ludolfa Schönfusse.

### Architektura
Kostel připomíná chrám na Svaté Hoře v Příbrami. Někdy se mu také říká jihočeská Svatá Hora. Centrální jednolodní stavba na oválném půdorysu má pravoúhlý presbytář a hranolovou věž na západní straně. Vnitřní prostor chrámové lodi má půdorys elipsy, delší strana měří 14,5 metru a kratší osa měří 12 metrů. Kostel Panny Marie má tři vchody. Nad hlavním vchodem je třípatrová věž. První věžní hodiny z roku 1749 byly prací milevského hodináře. Další hodiny byly pořízeny roku 1877.

### Interiér
Malby pokrývají kupoli klenby chrámu,  jsou od premonstrátského barokního malíře Siarda Noseckého  (kolem roku 1733, Kytka chybně uvádí 1772).. Fresky zobrazují ve čtyřech skupinách přímluvy Panny Marie za hříšné lidstvo. Fresky byly opraveny v roce 1938. Na oltáři je deskový obraz Panny Marie ve zlatém rouchu, která drží Ježíška a stojí na srpku měsíce. Obraz z počátku 16. století je malovaný na jilmové nebo javorové desce. Obraz měří na výšku 1,19 m, na šíři má 30 cm. Ve spodní části oltáře se pod obrazem nachází vpravo socha svatého Václava a po levé straně socha svaté Ludmily. Oltář po pravé straně je zasvěcený Čtrnácti pomocníkům. Postranní oltář vlevo byl zasvěcený svaté Ludmile. Vlevo se také nachází barokní kazatelna zdobená řezbami. Vyřezávané kostelní lavice jsou darem plukovníka Dessewfyho a zdobené jeho erbem. Ambity jsou zdobené křížovou cestou z roku 1805. Rohová kaple ambitů vlevo od hlavního vchodu je zasvěcená svatému Janu Nepomuckému. Kaple vpravo od hlavního vchodu je zasvěcená svatému Augustinovi. Kaple na jihovýchodní straně je zasvěcená svatému Linhartu a na severovýchodní straně je to kaple svatého Norberta.

## Fara
Budova fary byla postavená v letech 1737-1738 a sloužila původně také jako rezidence premonstrátů. Schody vedoucí od fary do vesnice byly postaveny 1773. Fara je uvedena na Seznamu kulturních památek v okrese Písek.
Správu poutního místa vykonávají strahovští premonstráti, kteří mají jednu ze svých komunit v nedalekém klášteře v Milevsku.